# Johann Steuerlein
Johann Steuerlein (Schmalkalden, 5 de juliol de 1546 - Meiningen, 5 de maig de 1613) fou un compositor alemany del Renaixement.
Fou secretari de la ciutat de Wasungen i de la cancelleria de Meiningen i prebost d'aquesta població. Compositor fecund, malgrat que no cultivà la música com a professional tingué alguns alumnes com Melchior Vulpius.
Deixà les obres següents:
- Cantiones quatuor et quinqué vocum (Erfurt, 1578);
- Ephitalamia, a 4 i més veus (Nuremberg, 1578);
- XXVII neue geistlicher Gesaeng mit 4 Stimmen (Erfurt, 1588);
- Der 150 Psalm, a 4 veus (Erfurt, 1588);
- Christliche Gesanglein, a 4 veus (Jena, 1604):
- Cantiones lateinisch und deutsch für 4 und 5 Stimmen (Nuremberg, 1571);
- Christlicher Morgen und Abendsegen aus dem Catechismus Lutherigezogen (Nuremberg, 1574);
- XXIV Weltliche Gesaeng met 4 auch 5 Stimmen (Erfurt, 1576);
- Teutsche Passin, a 4 veus (Nuremberg, 1578);